# (5463) Danwelcher
(5463) Danwelcher es un asteroide perteneciente al cinturón de asteroides descubierto el 15 de octubre de 1985 por Edward Bowell desde la Estación Anderson Mesa (condado de Coconino, cerca de Flagstaff, Arizona, Estados Unidos).

## Designación y nombre
Designado provisionalmente como 1985 TO. Fue nombrado Danwelcher en honor de Dan Welcher, compositor y director estadounidense, con motivo de la primera presentación de su Sinfonía n.° 2 para una gran orquesta por la Orquesta Sinfónica de Flagstaff el 9 de noviembre de 1994, subtitulado "Night Watchers", El trabajo de cuatro movimientos marca el centenario de la fundación del Observatorio Lowell y de la ciudad de Flagstaff. Se formó como pianista y bajista y se convirtió en el bajista principal de la Orquesta de Louisville. Entre 1990 y 1992, fue compositor en residencia de la Sinfonía de Honolulu. Las amplias composiciones de Welcher abarcan obras orquestales, de cámara, instrumentales y vocales, y se especializa en dirigir la música de compositores estadounidenses vivos. Es profesor de composición en la Universidad de Texas en Austin.

## Características orbitales
Danwelcher está situado a una distancia media del Sol de 2,246 ua, pudiendo alejarse hasta 2,562 ua y acercarse hasta 1,930 ua. Su excentricidad es 0,140 y la inclinación orbital 3,808 grados. Emplea 1230,11 días en completar una órbita alrededor del Sol.

## Características físicas
La magnitud absoluta de Danwelcher es 13,4. Tiene 5 km de diámetro y su albedo se estima en 0,371. 